# Посёлок имени Кирова (Владимирская область)
Посёлок имени Кирова — населённый пункт в Камешковском районе Владимирской области России. Входит в состав Брызгаловского муниципального образования.

## География
Посёлок расположен в 8 км на северо-запад от центра поселения посёлка Имени Карла Маркса и в 14 км на север от райцентра Камешково.

## История
В 1965 году посёлок фабрики им. Кирова Брызгаловского сельсовета был переименован в посёлок Имени Кирова. 17 сентября 1990 года в посёлке состоялось открытие нового здания Серебровской школы. С 2005 года входит в состав Брызгаловского муниципального образования.

## Население
| 2002 | 2010 | 2021 |
| ---- | ---- | ---- |
| 379  | ↗380 | ↘371 |

## Инфраструктура
В посёлке расположены Серебровская основная общеобразовательная школа, Ступинский фельдшерско-акушерский пункт, дом культуры, отделение федеральной почтовой связи

## Экономика
В посёлке имеется ООО фирма "Лимон" (производство хлопчатобумажных тканей) (бывшая прядильно-ткацкая фабрика им. Кирова)